# Lapua-Bewegung

Emblem der Lapuanliike

Die Lapua-Bewegung, auch Lappobewegung (finnisch Lapuanliike, schwedisch Lapporörelsen), war eine faschistische Volksbewegung in Finnland und bestand von 1929 bis 1932.
Nach der Weltwirtschaftskrise bildete sich, wie in vielen anderen europäischen Ländern, ebenfalls in Finnland eine faschistische Bewegung. Die Lapua-Bewegung konstituierte sich anfangs als Massenbewegung der politischen Rechten mit Riegelfunktion gegen den Kommunismus und richtete ihr gesamtes politisches Wirken anfangs ausschließlich gegen die Aktivitäten der Finnischen Kommunistischen Partei, die damals in Finnland überwiegend als „fünfte Kolonne Moskaus“ galt. Die Bewegung hatte ihre Wurzeln in antikommunistischen Kreisen innerhalb der Politik, Wirtschaft und Wissenschaft und in rechtsautoritären Schützenverbänden. Sie war einige Zeit eine einflussreiche Kraft in der politischen Landschaft Finnlands. 
Die Bewegung agierte vorwiegend als gesetzeskonforme Partei und unterstützte die Wahl Pehr Evind Svinhufvuds zum Premierminister, auf ihre Initiative gehen auch die restriktiven Gesetze gegen die politische Tätigkeit der linken Parteien zurück, ferner war sie die maßgebliche Kraft hinter der Verfassungsänderung, die Finnland von einer parlamentarischen Demokratie in ein stark autoritäres Präsidialregime umwandelte. Gleichzeitig zeichnete sich das außerparlamentarische politische Wirken dieser Partei durch Gewaltaktionen gegen politische Gegner aus, die bis hin zu politischen Morden, meist an Aktivisten und Mitgliedern linker Parteien, reichten.
Der Niedergang der Bewegung begann ab 1931 mit internen Konflikten zwischen den moderaten Kräften, die ihr Ziel durch die Ausschaltung der Kommunisten aus der Öffentlichkeit und dem politischen Leben und der Verfassungsänderung weitgehend erreicht sahen, und den radikalen, die sich am nationalsozialistischen Deutschland und dem faschistischen Italien orientierten und deren Ziel eine vollständige Transformation Finnlands in einen faschistischen Staat war. Gegen Ende 1931 begann die politische Massenbasis der Bewegung zu schwinden. Nach einem gescheiterten Putschversuch der Lapua-Bewegung im Jahr 1932 (die als Mäntsälä-Revolte bekannt wurde) musste sie sich  schließlich auflösen. Die 1932 gegründete Vaterländische Volksbewegung (finnisch Isänmaallinen Kansanliike) fungierte bis zu ihrer Auflösung (auf Druck der Sowjetunion) im Jahre 1944 informell als Nachfolgepartei.